# Choi-dong
Choi-dong (koreanska: 초이동) är en stadsdel i staden Hanam i provinsen Gyeonggi i den norra delen av
Sydkorea, 18 km öster om huvudstaden Seoul.